# Saint-Amans (Lozère)
Pour les articles homonymes, voir Saint-Amans.
Saint-Amans est une ancienne commune française, située dans le département de la Lozère en région Occitanie. Depuis le 1er janvier 2019, elle est une commune déléguée de Monts-de-Randon.
Ses habitants sont appelés les Saint-Amaniens.

## Géographie

### Communes limitrophes
|                  | Les Laubies                          |                            |
| Saint-Gal        | Saint-Amans                          | Estables (Monts-de-Randon) |
| Lachamp-Ribennes | Rieutort-de-Randon (Monts-de-Randon) |                            |

### Hydrographie
Saint-Amans est traversée par la rivière Colagne. 

## Toponymie
Le nom de la commune est Sench Amanç en occitan selon la norme classique.

## Histoire
Le 1er janvier 2019, la commune fusionne avec Estables, Rieutort-de-Randon, Servières et La Villedieu pour former la commune nouvelle de Monts-de-Randon dont la création est actée par un arrêté préfectoral du 28 novembre 2018.

## Politique et administration
| Période      | Période  | Identité        | Étiquette | Qualité |
| ------------ | -------- | --------------- | --------- | ------- |
| janvier 2019 | En cours | Jacques Tardieu |           |         |

| Période | Période       | Identité        | Étiquette | Qualité |
| ------- | ------------- | --------------- | --------- | ------- |
| 1995    | 2008          | Michel Bonhomme | UMP       |         |
| 2008    | 2011          | Éliette Salles  |           |         |
| 2011    | 2014          | Annabel Lechado |           |         |
| 2014    | décembre 2018 | Jacques Tardieu |           |         |

## Démographie
L'évolution du nombre d'habitants est connue à travers les recensements de la population effectués dans la commune depuis 1793. Pour les communes de moins de 10 000 habitants, une enquête de recensement portant sur toute la population est réalisée tous les cinq ans, les populations de référence des années intermédiaires étant quant à elles estimées par interpolation ou extrapolation. Pour la commune, le premier recensement exhaustif entrant dans le cadre du nouveau dispositif a été réalisé en 2004.

En 2016, la commune comptait 151 habitants, en évolution de +2,72 % par rapport à 2010 (Lozère : +0,11 %, France hors Mayotte : +2,11 %).
| 1793 | 1800 | 1806 | 1821 | 1831 | 1836 | 1841 | 1846 | 1851 |
| ---- | ---- | ---- | ---- | ---- | ---- | ---- | ---- | ---- |
| 342  | 342  | 401  | 298  | 323  | 369  | 346  | 413  | 404  |

| 1856 | 1861 | 1866 | 1872 | 1876 | 1881 | 1886 | 1891 | 1896 |
| ---- | ---- | ---- | ---- | ---- | ---- | ---- | ---- | ---- |
| 347  | 358  | 359  | 356  | 365  | 394  | 393  | 412  | 359  |

| 1901 | 1906 | 1911 | 1921 | 1926 | 1931 | 1936 | 1946 | 1954 |
| ---- | ---- | ---- | ---- | ---- | ---- | ---- | ---- | ---- |
| 355  | 385  | 396  | 392  | 382  | 383  | 364  | 303  | 235  |

| 1962 | 1968 | 1975 | 1982 | 1990 | 1999 | 2004 | 2006 | 2009 |
| ---- | ---- | ---- | ---- | ---- | ---- | ---- | ---- | ---- |
| 218  | 227  | 195  | 191  | 141  | 133  | 127  | 136  | 143  |

| 2014 | 2016 | - | - | - | - | - | - | - |
| ---- | ---- | - | - | - | - | - | - | - |
| 155  | 151  | - | - | - | - | - | - | - |

## Culture locale et patrimoine

### Lieux et monuments
- Église Saint-Amans de Saint-Amans.

### Héraldique
| Saint-Amans | Son blasonnement est : d'or à trois pals d'azur, au chef de gueules. |